# Frank Messervy
Frank Walter Messervy (ur. 9 grudnia 1893 na Trynidadzie, zm. 2 lutego 1974 w Heyshott) – oficer British Indian Army służący w czasie obu wojen światowych, dowódca armii pakistańskiej podczas I wojny indyjsko-pakistańskiej.

## Życiorys

### Wczesne lata
Urodził się w Trynidadzie 9 grudnia 1893 roku jako najstarsze dziecko Waltera Johna Messervy'ego, dyrektora banku w kolonii (a później w Anglii) i jego żony Myry Naidy de Boissiere z Trynidadu.

### Początki kariery
Wysłany na naukę do Anglii, Messervy początkowo kształcił się w Eton College i Royal Military College w Sandhurst, a w styczniu 1913 roku został powołany do armii indyjskiej. W 1914 roku dołączył do 9 Pułku Hodson's Horse, który później stał się częścią 4 Pułku Duke of Cambridge's Own Hodson's Horse. Brał udział w I wojnie światowej na terenie Francji, w Palestynie i Syrii od 1914 do 1918 roku. Później służył w Kurdystanie w 1919 roku.
Po ukończeniu Staff College w Camberley, gdzie studiował w latach 1925–1926, Messervy został mianowany instruktorem w Staff College w Quetta i pełnił tę funkcję w latach 1932–1936, kiedy wśród jego kolegów instruktorów znajdował się Bernard Law Montgomery. W latach 1938–1939 został mianowany dowódcą 13 Pułku Duke of Connaught's Own Lancers, wówczas stacjonującego w Indiach Brytyjskich.

### II wojna światowa

#### Afryka Wschodnia
We wrześniu 1939 roku Messervy awansował na pułkownika i został oficerem sztabu generalnego 5 Indyjskiej Dywizji Piechoty, która miała zostać utworzona w Secunderabad. W połowie 1940 roku dywizja została wysłana do Sudanu, aby stawić czoła zagrożeniu ze strony sił włoskich stacjonujących we Włoskiej Afryce Wschodniej. Messervy został mianowany dowódcą Gazelle Force. Utworzona 16 października 1940 roku, była to mobilna formacja rozpoznawcza i uderzeniowa o rozmiarze powiększonego batalionu, utworzona z elementów 5 Dywizji Indyjskiej. Podczas kampanii w Afryce Wschodniej Messervy dowodził Gazelle Force z godnymi uwagi sukcesami, pod koniec będąc przydzielonym do indyjskiej 4 Dywizji Piechoty. Do 13 lutego 1941 roku kampania zosta, a formacja Messervy’ego została rozwiązana.
Na początku marca 1941 roku Messervy został awansowany na pełniącego obowiązki brygadiera, aby dowodzić 9 Brygadą Piechoty 5 Indyjskiej Dywizji Piechoty i odegrał znaczącą rolę w bitwie pod Keren w drugiej połowie marca 1941 roku. Jego awans był częściowo związany z jego skutecznymi działaniami podczas natarcia z Kassali przez Agordat do wczesnych walk pod Keren w lutym.
Kiedy gen. mjr Noel Beresford-Peirse, wówczas dowódca 4 Indyjskiej Dywizji Piechoty, został awansowany na dowódcę XIII Korpusu w Afryce Północnej, Messervy, brygadier od zaledwie sześciu tygodni, został wyznaczony na jego miejsce. Jednocześnie został awansowany do pełniącego obowiązki generała majora.

#### Afryka Północna

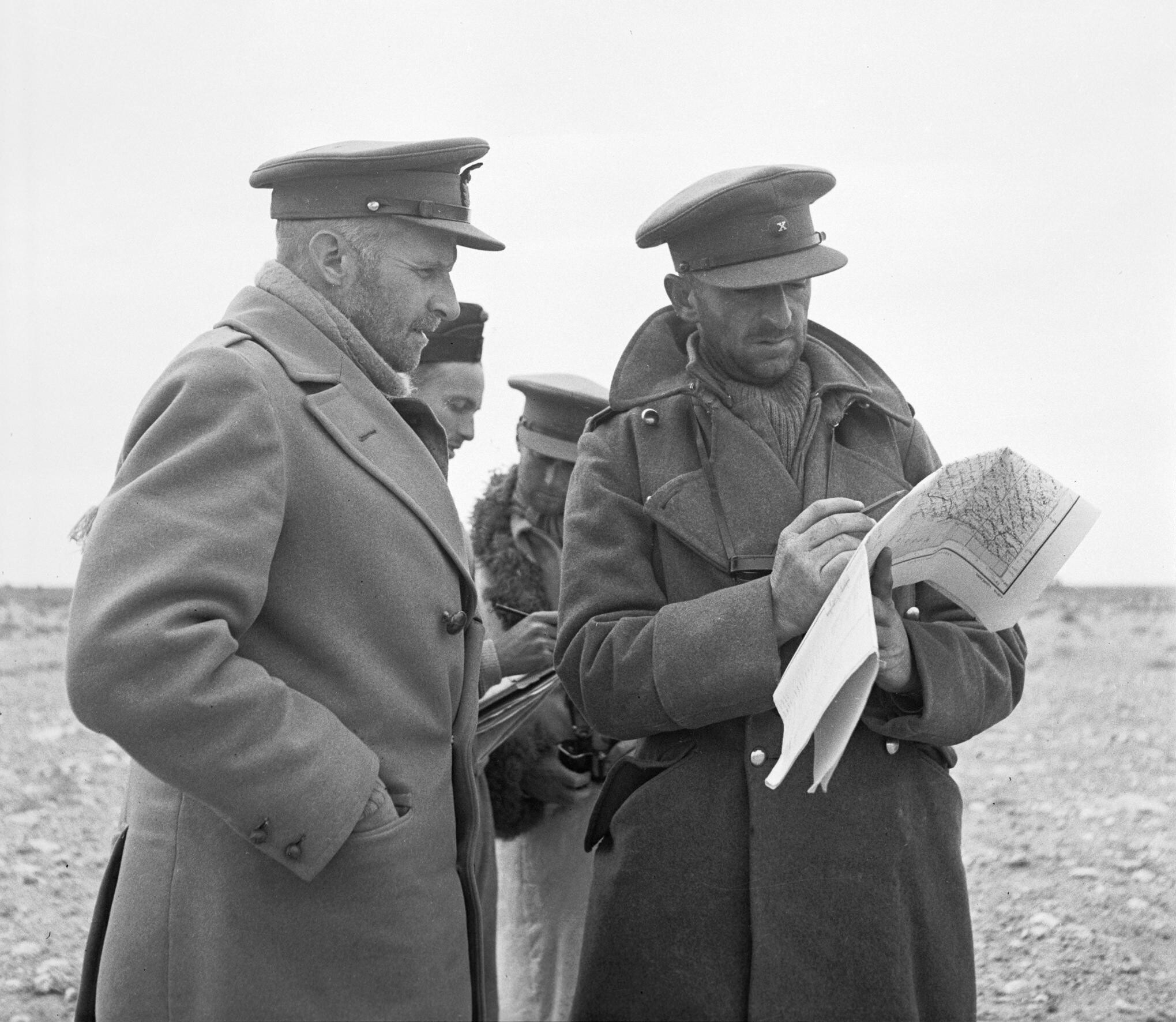
Messervy wydaje rozkazy na południowy zachód od Gazali

Messervy zabrał swoją dywizję do Afryki Północnej w kwietniu 1941 roku, biorąc udział w operacji Battleaxe w czerwcu. Podczas operacji Crusader w listopadzie tego roku, 4 Dywizja Indyjska okopana na granicy Egiptu i Libii, odegrała kluczową rolę w odparciu czołgów Rommla po klęsce brytyjskich sił pancernych pod Sidi Rezegh. Grupy bojowe dywizji wzięły udział w pościgu 8 Armii spod Gazali w grudniu, kończąc rok w Bengazi.
Na początku stycznia 1942 roku Messervy otrzymał rozkaz wyjazdu do Indii, gdzie miał objąć dowództwo nad 31 Indyjską Dywizją Pancerną. Zamiast tego jednak został mianowany następcą gen. mjr. Herberta Lumsdena, rannego dowódcy 1 Dywizji Pancernej, która niedawno przybyła na pustynię. Podczas ataku Rommla z El Agheila pod koniec stycznia 1942 roku dywizja została przewyższona przez czołgi Osi i ciężko pokonana. Po powrocie Lumsdena w marcu Messervy został przeniesiony na stanowisko dowódcy 7 Dywizji Pancernej (słynnych „Szczurów Pustyni”), która właśnie straciła swojego nowo mianowanego dowódcę, gen. mjr. Jocka Campbella, który zginął w wypadku samochodowym wkrótce po otrzymaniu Krzyża Wiktorii. Dzięki temu Messervy został jedynym oficerem armii indyjskiej dowodzącym dywizją armii brytyjskiej podczas II wojny światowej.
Kiedy kwatera główna dywizji została zajęta przez Niemców na początku bitwy pod Gazalą, Messervy został wzięty do niewoli 27 maja 1942 roku; jednak po usunięciu wszystkich insygniów udało mu się oszukać Niemców, którzy uwierzyli, że jest tylko ordynansem i uciekł wraz z innymi członkami swojego sztabu, aby dołączyć do kwatery głównej dywizji następnego dnia.
Messervy niewiele wiedział o czołgach i nie był uważany przez swoich przełożonych za skutecznego w dowodzeniu dywizją pancerną. Został zwolniony ze stanowiska dowódcy 7 Dywizji Pancernej przez dowódcę 8 Armii gen. Neila Ritchiego pod koniec czerwca 1942 roku po ciężkiej porażce, jaką dywizja poniosła w bitwie pod Gazalą. Messervy przeniósł się do Kairu na stanowisko zastępcy szefa sztabu generalnego Dowództwa Bliskiego Wschodu, a kilka miesięcy później został wysłany do Indii, aby objąć dowództwo 43 Indyjskiej Dywizji Pancernej. Początkowo przeznaczona do służby w Persji, dywizja została rozwiązana w kwietniu 1943 roku, gdy zagrożenie dla tego regionu zostało usunięte przez zwycięstwo Związku Radzieckiego pod Stalingradem.

#### Indie i Birma

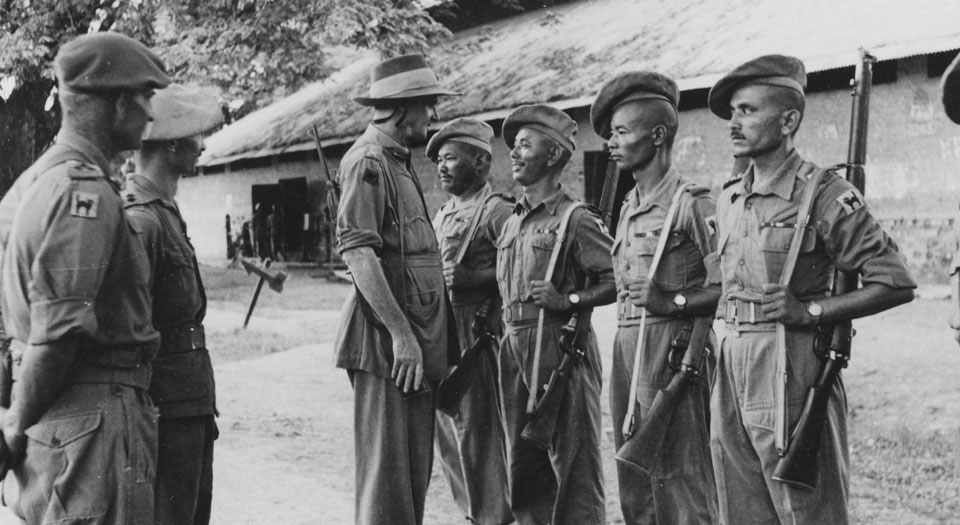
Gen. por. Frank Messervy, dowódca IV Korpusu w Birmie, rozmawia z sipajem z 17 Indyjskiej Dywizji Piechoty, grudzień 1944

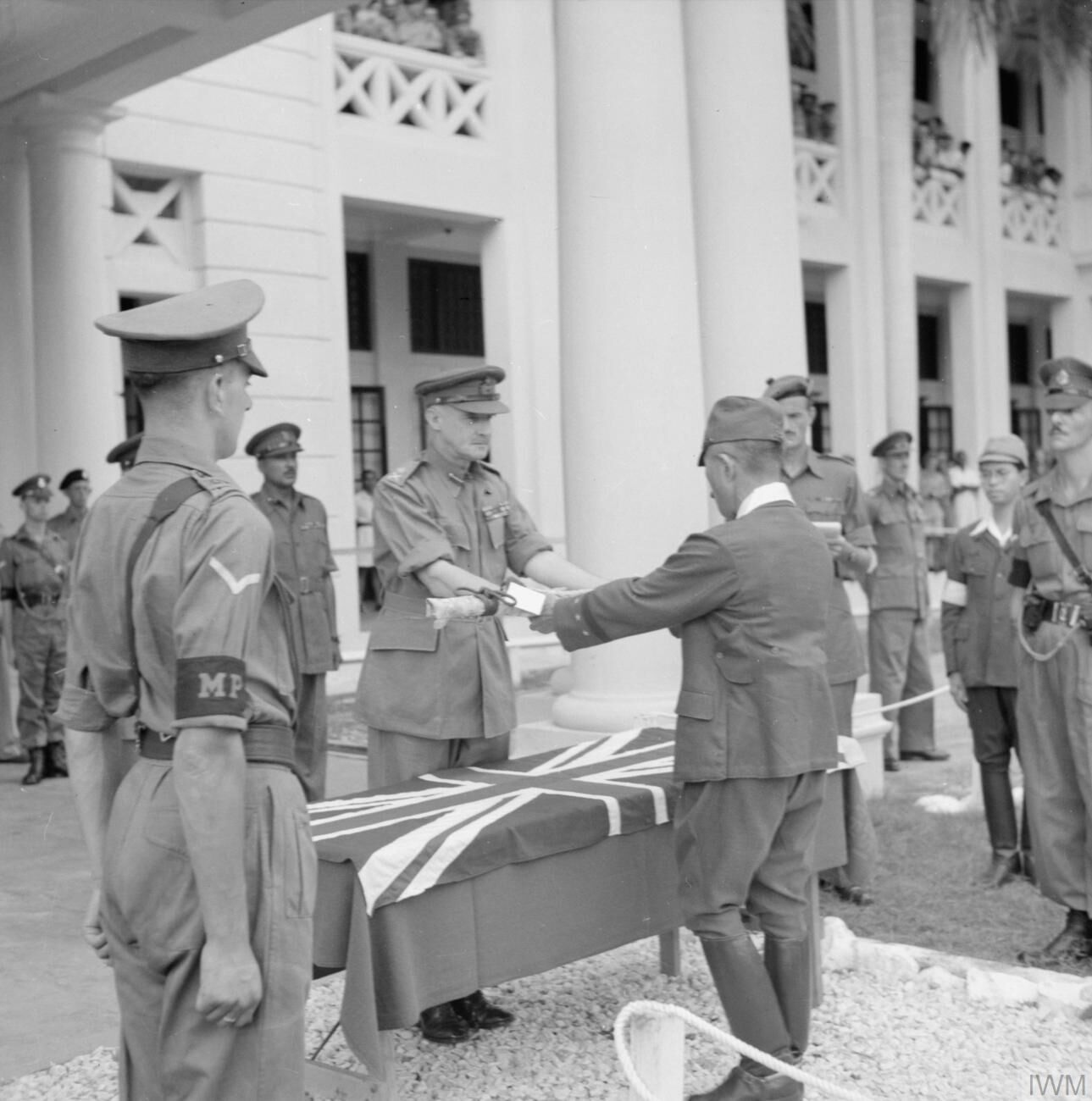
Gen. por. Frank Messervy otrzymuje miecz samurajski od generała Seishirō Itagaki, dowódcy Japońskiej 7 Armii Obszarowej, podczas oficjalnej ceremonii kapitulacji, która odbyła się na terenie kwatery głównej Dowództwa Malajów w Kuala Lumpur, 22 lutego 1946

Ku swojemu przerażeniu, Messervy został mianowany Dyrektorem Pojazdów Pancernych Kwatery Głównej w Indiach w 1943 roku, gdzie skutecznie argumentował przeciwko panującemu wówczas poglądowi, że w Birmie nie można używać niczego większego niż lekkie czołgi. Miało to znaczący wpływ w ciągu następnych dwóch lat, kiedy czołgi średnie zostały użyte z wyraźnym skutkiem przeciwko Japończykom.
W lipcu 1943 roku Messervy został mianowany dowódcą 7 Indyjskiej Dywizji Piechoty, następcą gen. mjr. Thomasa Corbetta, co, choć było awansem w stosunku do jego poprzedniego stanowiska, początkowo nie zostało przyjęte z wielkim entuzjazmem przez oficerów dywizji, którzy bardzo szanowali Corbetta.
Dywizja została utworzona około trzech lat przed objęciem dowództwa przez Messervy'ego i pierwotnie miała wielu zawodowych żołnierzy w swoich szeregach. Jednak wielu z tych ludzi zostało, zgodnie z ówczesnym zwyczajem, przeniesionych, aby pomóc w tworzeniu innych nowych jednostek, które były wówczas formowane w ramach ogromnej rozbudowy armii indyjskiej, a sytuacja była tak poważna, że jednostka w pewnym momencie przypominała bardziej formację szkoleniową niż dywizję bojową. Wszystko to zmieniło się latem 1942 roku, kiedy rozpoczęto poważne szkolenie, które zaczęło wdrażać wiele lekcji wyniesionych z walk w dżungli z Japończykami. To dobrze posłużyło dywizji, gdy weszła do walki w następnym roku.
Dywizja została wysłana do Arakanu w Birmie, aby dołączyć do XV Korpusu we wrześniu. Podczas japońskiej ofensywy w lutym 1944 roku, pomimo zajęcia i rozproszenia jego kwatery głównej oraz naruszenia linii zaopatrzenia, brygady Messervy'ego przeprowadziły skuteczną obronę, otrzymując dostawy z powietrza. Po ataku pod koniec lutego, 7 Dywizja Indyjska została zluzowana w połowie marca.
W marcu 1944 roku Messervy stracił dwie brygady wysłane w celu wzmocnienia silnie atakowanych obrońców Imphalu i Kohimy w Indiach. W maju cała dywizja wróciła na linię frontu w sektorze Kohimy, tocząc kluczową pięciodniową bitwę w wiosce Naga. Następnie posunęła się w kierunku rzeki Czinduin, łącząc się z indyjską 20 Dywizją Piechoty, aby zadać Japończykom ciężką klęskę w Ukhrul.
W grudniu 1944 roku Messervy został mianowany dowódcą IV Korpusu, którym dowodził w ofensywie 1945 roku, podczas której zdobył kluczowe centrum łączności w Meiktila w Birmie i wkroczył do Rangunu. W 1945 roku, już po kapitulacji Japonii, Messervy został mianowany naczelnym dowódcą Dowództwa Malajów.

### Pakistan i Kaszmir
W obliczu rozpadu Indii Messervy został mianowany dowódcą naczelnym Dowództwa Północnego w Indiach, które to stanowisko piastował w latach w latach 1946–1947. W końcu, kiedy 15 sierpnia 1947 roku powstało państwo Pakistan, został mianowany naczelnym dowódcą armii pakistańskiej.

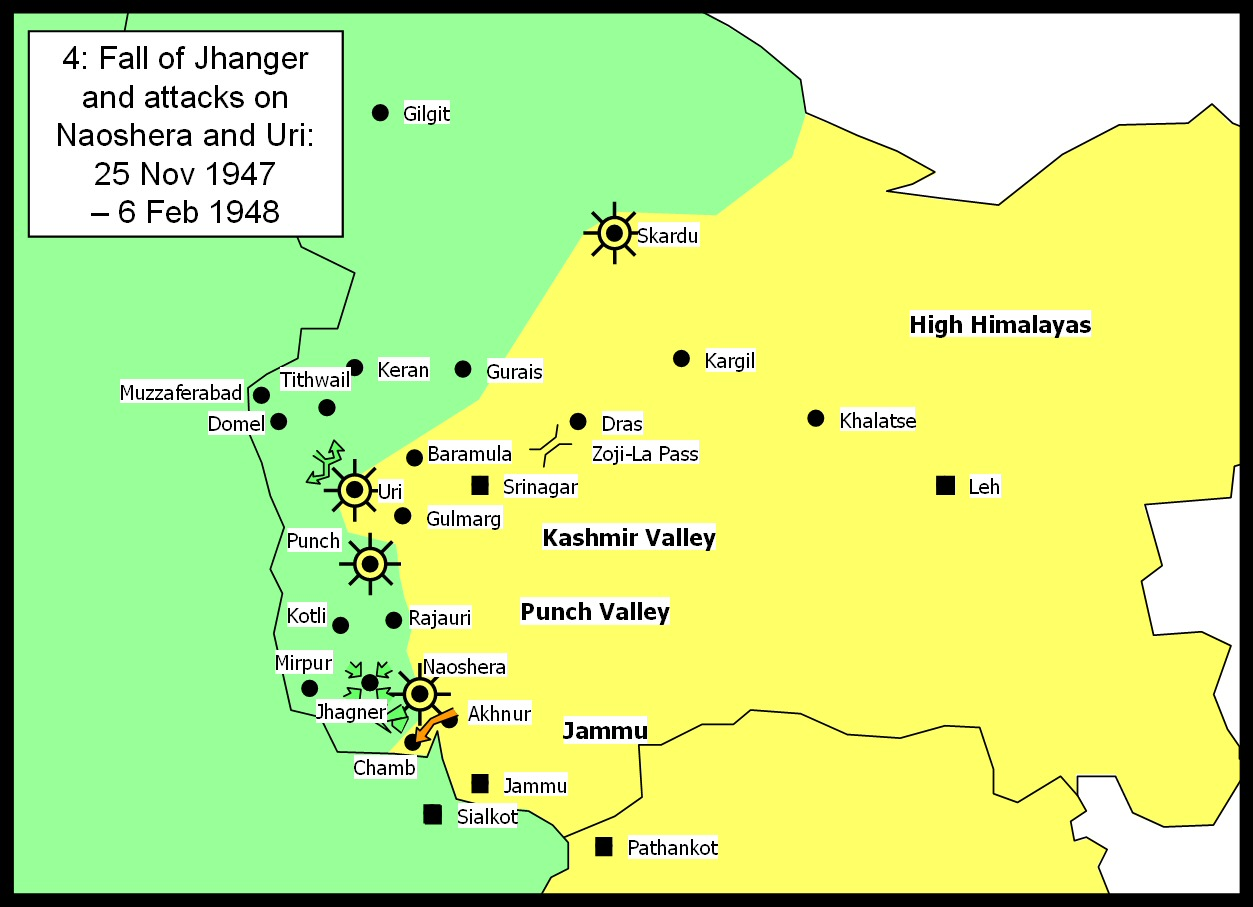
Walki w Kaszmirze w momencie przejścia Messervy’ego na emeryturę

20 sierpnia list podpisany przez Messervy'ego został wysłany do wszystkich dowództw brygad w północno-zachodnim Pakistanie, przekazując im plany tajnej operacji Gulmarg. Zgodnie z planem 20 laszkarów Pasztunów miało zostać uzbrojonych i przeszkolonych w różnych lokalizacjach w północno-zachodnim Pakistanie w celu przygotowania do zbrojnej inwazji na Kaszmir. Informacje te wyciekły, kiedy jeden z listów wpadł w ręce indyjskiego oficera, majora Onkara Singha Kalkata. Kalkat został aresztowany w swoim domu, ale uciekł i przedostał się do Indii. W dniu D, 22 października, kiedy rozpoczął się atak, Messervy przebywał w Londynie, pozostawiając gen. Douglasa Graceya, szefa sztabu generalnego, jako pełniącego obowiązki naczelnego dowódcy. Po powrocie zatrzymał się w Delhi, gdzie lord Mountbatten kazał mu przysiąc, że nie został poproszony o pomoc ani nie udzielił jej członkom plemienia. Jednak w ciągu tygodnia Messervy’ego przyłapano na dostarczaniu broni i amunicji pakistańskim siłom inwazyjnym. Wtedy poskarżył się gubernatorowi George'owi Cunninghamowi z NWFP, że Mountbatten przeszedł na stronę Hindusów.
Pakistańscy oficerowie zeznawali, że zarówno Messervy, jak i Gracey brali udział w kierowaniu regularnymi operacjami pakistańskiej armii w czasie wojny o Kaszmir. Oficerów najmowano do dowodzenia siłami rebeliantów, a w ich kartotekach widniało, że byli przez ten czas nieobecni. Mimo to Messervy wydał 12 listopada 1947 roku oświadczenie, zaprzeczając, żeby „jacykolwiek oficerowie armii pakistańskiej dowodzi operacjami w Kaszmirze”, co zostało przytoczone przez Pakistan w debatach Rady Bezpieczeństwa ONZ jako dowód swojej niewinności.
Messervy został zwolniony ze stanowiska 15 lutego 1948 roku i przeszedł na emeryturę 22 sierpnia tego samego roku. Przyznano mu honorowy stopień generała. Później napisał szeroko cytowany artykuł o Kaszmirze w „Asiatic Review”, w którym twierdził, że Indie planowały militarną interwencję w Kaszmirze na kilka tygodni przed wydarzeniem. Wyraził opinię, że gdyby partii proindyjskiej Konferencji Narodowej pozwolono sprawować władzę w Kaszmirze, Indie prawdopodobnie wygrałyby plebiscyt, ale gdyby Pakistanowi pozwolono zatrzymać tereny, które zdobył, zwycięstwo Pakistanu byłoby „jeszcze bardziej pewne”. Miał „niewiele wątpliwości” co do tego, który kraj wybierze większość mieszkańców Kaszmiru. Historyk Gowher Rizvi stwierdza, że lobbing tego rodzaju przekonał Sekretarza Stanu ds. Wspólnoty Narodów Philipa Noela-Bakera do zapewnienia, że punkt widzenia Pakistanu „nie zostanie zignorowany” w Radzie Bezpieczeństwa ONZ.
Messervy zmarł w domu w małej wiosce Heyshott, na południu Anglii, 2 lutego 1974 roku.

### Rodzina
W 1927 roku poślubił Patricię Waldegrave Courtney, córkę podpułkownika Edwarda Arthura Waldegrave Courtney. Mieli córkę i dwóch synów.